# الکساندروس وراسیوانوپولوس
الکساندروس وراسیوانوپولوس (یونانی: Αλέξανδρος Βρασιβανόπουλος؛ زادهٔ ۱۸۹۰ - درگذشته نامشخص) تیرانداز اهل یونان بود.
وی در مسابقات کشوری و بین‌المللی در مجموع برندهٔ ۱ مدال نقره شده‌است.